# Partei neuen Typus
Als Partei neuen Typus werden kommunistische Parteien im Sinne Lenins bezeichnet.
Bei einer Partei neuen Typus handelt es sich um eine Kaderpartei von Berufsrevolutionären, die sich als Avantgarde des Proletariats verstehen. Dabei ist die Partei gemäß den Prinzipien des Demokratischen Zentralismus organisiert und auf die Ideologie des Marxismus-Leninismus verpflichtet. Erklärtes Ziel ist Überwindung des Kapitalismus und die Errichtung einer Diktatur des Proletariats, in der wiederum die Partei die zentrale Machtposition einnimmt.
Historische Beispiele für eine Partei neuen Typus sind die Kommunistische Partei der Sowjetunion (KPdSU), die Kommunistische Partei Deutschlands (KPD) und die Sozialistische Einheitspartei Deutschlands (SED). Gegenwärtig sind weiterhin regierende kommunistische Parteien, wie z. B. die Kommunistische Partei Chinas, nach diesen Vorgaben organisiert.

## Sowjetunion/Russland
In seiner Schrift Was tun? beschrieb Lenin seine Vorstellungen vom Aufbau einer kommunistischen Partei. Kernidee war die Organisation der Partei als Avantgarde des Proletariats. Die praktische Umsetzung der Theorie der „Avantgarde des Proletariats“ wurde durch die Parteiorganisation nach dem Prinzip des Demokratischen Zentralismus angestrebt. Dieses Prinzip entwirft Lenin in Kapitel IV der Schrift „Was tun?“, insbesondere unter Punkt e) („Verschwörer“-Organisation und „Demokratismus“). Im Gegensatz zum Aufbau „normaler Parteien“, in denen die oberen Parteigliederungen von den unteren gewählt wurden, waren alle Gliederungen der SDAPR (B) in hierarchischer Rangfolge dem Zentralkomitee untergeordnet.
Hierbei erhielten die oberen Gliederungen die Aufgabe, die unteren Gliederungen anzuleiten und in deren Personalentscheidungen einzugreifen, so dass nur solche Kandidaten für Parteiämter zugelassen werden, die im als notwendig erachteten Maße im Marxismus geschult galten. Das heißt, es wurde eine Form von struktureller Diskriminierung geschaffen, die theoretisch geschulte Parteimitglieder gegenüber ungeschulten bevorzugte und so zur Besetzung der Parteiämter durch eine sozialistische Elite bewirken sollte. Diese Struktur diente Josef Stalin, der ab 1922 als Generalsekretär an der Spitze der Parteiorganisation stand, zur Aushöhlung einer kollektiven Führung und zum Aufbau einer persönlichen Diktatur.
Die Formulierung einer Partei neuen Typus wurde 1934 in die Präambel des Statutes der KPDSU übernommen. Die Sowjetische Verfassung von 1936 formulierte die Unterwerfung der Staatsorgane unter diese Staatspartei mit den Worten „Die Partei leitet alle Organe der proletarischen Diktatur“.

## Deutschland
In Deutschland war die Kommunistische Partei Deutschlands (KPD) spätestens ab 1925 nach dem stalinistischen Parteimodells der KPdSU organisiert und daher eine Partei neuen Typus. Dieser Charakter trat 1946 mit der Zwangsvereinigung von SPD und KPD zur SED (Sozialistische Einheitspartei Deutschlands) zunächst zugunsten einer paritätischen Besetzung der Parteiämter in den Hintergrund. Die SED wurde jedoch im Zuge der 13. Tagung des Parteivorstandes (15./16. September 1948) und der I. Parteikonferenz (Januar 1949) in eine Partei neuen Typus umgestaltet.
Auf dieser Parteikonferenz wurde unter Punkt 4 der Tagesordnung „Die Entwicklung der SED zu einer Partei neuen Typus“ dieser Entschluss verabschiedet. Darin bekannte sich die Partei ausdrücklich zum Marxismus-Leninismus, zur politisch-ideologischen Erziehung ihrer Mitglieder in dessen Geist sowie zum Demokratischen Zentralismus: Leitung und Funktionäre sollten zwar von den Mitgliedern gewählt werden, diese wurden aber gleichzeitig einer strikten Parteidisziplin unterworfen. Dies zeigte sich insbesondere in der Bestimmung, dass „die Duldung von Fraktionen und Gruppierungen unvereinbar mit ihrem marxistisch-leninistischen Charakter“ sei. Mit dieser Bestimmung, die ganz ähnlich der X. Parteitag der Kommunistischen Partei Russlands (Bolschewiki) im März 1921 gefasst hatte, wurde jegliche innerparteiliche Opposition gegen den Kurs des Politbüros für illegitim erklärt. Mit der Erklärung der SED zur Partei neuen Typs gingen umfangreiche politische Säuberungen der Partei einher: 150.000 nonkonforme Mitglieder, in der Hauptsache ehemalige Sozialdemokraten, die nach der Zwangsvereinigung ihrer Partei mit der KPD zur SED geblieben waren, wurden aus der Partei ausgeschlossen. Dieser Vorgang wird als Stalinisierung der SED bezeichnet.
Auch die seit 1982 bestehende Marxistisch-Leninistische Partei Deutschlands (MLPD) bezeichnet sich als Partei neuen Typs. Das 2024 neu gegründete Bündnis Sahra Wagenknecht (BSW) wird vom Historiker Ilko-Sascha Kowalczuk als solche bezeichnet.